# Villa medicea di Collesalvetti

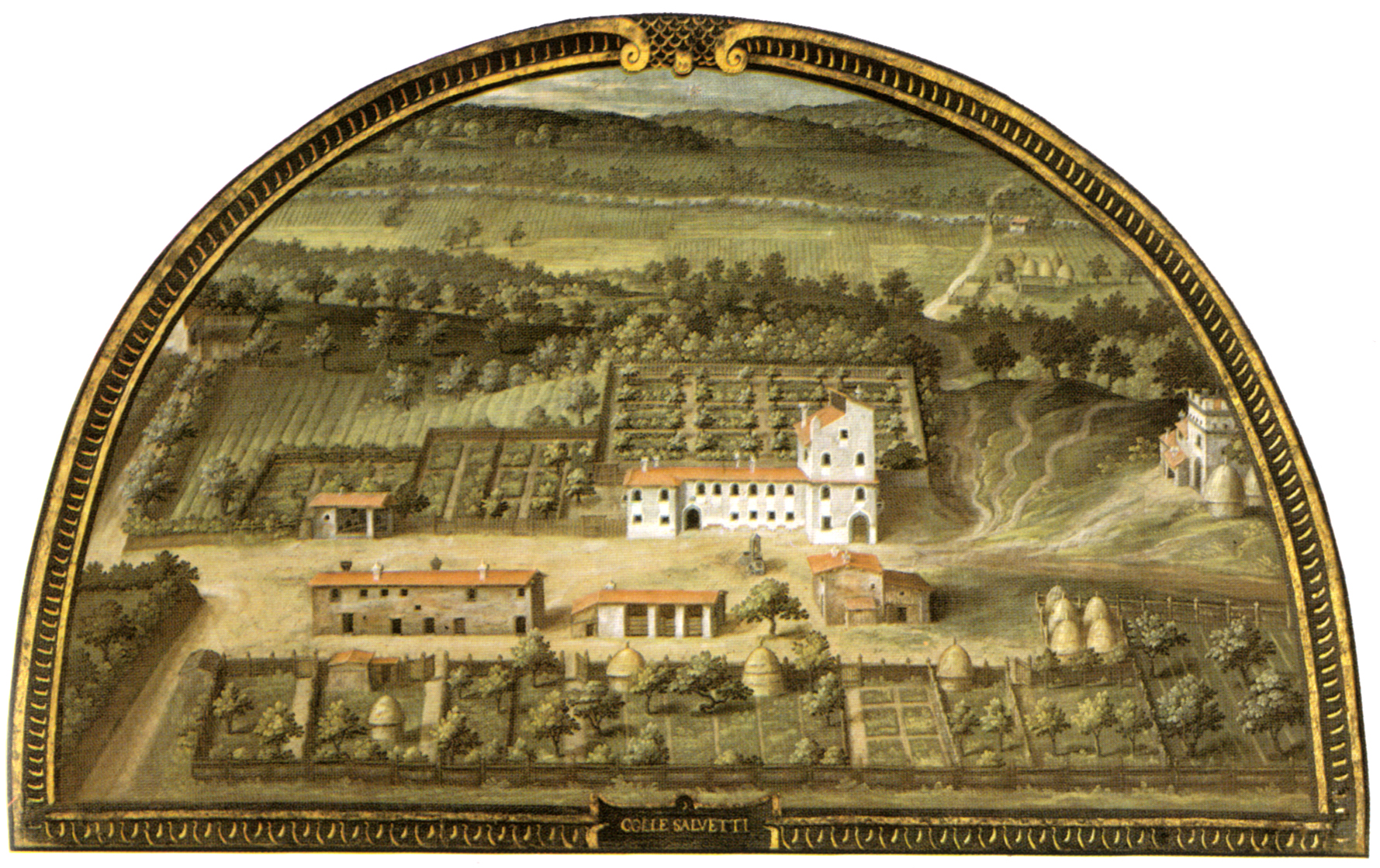
Villa Medicea di Collesalvetti, Giusto Utens, Museo di Firenze com'era

La Villa Medicea di Collesalvetti si trova nel centro di Collesalvetti in provincia di Livorno.

## Storia e descrizione
Ubicata su quello che anticamente veniva chiamato colle Pisano, vi si trovavano proprietà della famiglia Salvetti (o di tale Salvetto), dai quali derivò il nome di Collesalvetti.
L'edificio originario fu costruito probabilmente agli inizi del XV secolo, per poi essere acquistato da Lorenzo e Giuliano de' Medici il 15 giugno 1476, da un certo Cesare di Guido di Nanni di Arezzo, insieme alle terre contigue.
Sebbene di pregio relativamente modesto e molto periferica da Firenze, la residenza era tenuta in grande considerazione tanto che circa un secolo dopo Giusto Utens la inserì nella serie delle lunette sulle ville medicee commissionate da Ferdinando I per la Villa di Artimino. Tra le descrizioni dei beni medicei, inoltre, essa era indicata come palazzo da Signore, nonostante fosse più semplicemente una fattoria, usata come stazione di sosta durante i viaggi della famiglia granducale tra Firenze e Livorno, e come punto d'appoggio per la caccia silvestre e palustre.
L'edificio era dotato di un'ala rialzata a mo' di torre ed era immersa, come si vede dalla lunetta seicentesca, in una tenuta agricola attorniata da boschi e campi coltivati, con poderi rigorosamente spartiti, edifici rurali, fienili, stalle e rimesse per i carri e arnesi. Non mancava però anche un giardino con aiuole geometriche accanto alla villa, elemento molto caro ai Medici, che di fatto distingueva la "villa" dal semplice edificio di campagna. Il giardino, nel quale spiccavano molti alberi da frutto, era recintato e vicino ad esso era presente anche un piccolo edificio di guardia merlato (forse la famosa torre pisana di cui era dotato il colle).
La proprietà venne ampliata nel 1571 quando l'abate commendatario della comunità di Collesalvetti concesse in enfiteusi perpetua a Eleonora di Toledo la vicina tenuta che apparteneva alla badia dei XII Apostoli, arrivando così a contare ben 20 poderi attivi.
Nel 1737 con l'avvento in Toscana dei Lorena, la fattoria entrò a far parte dei beni lorenesi. Di questo periodo si hanno delle raffigurazioni: una pianta della fattoria ed una pianta in grande e prospetto della casa di fattoria di Colle Salvetti con casetta contigua e piaggione adiacente, disegnate dall'ingegner Caluri nel 1777, da cui è ben visibile l'aspetto settecentesco della residenza. Dalle piante e dalla descrizione si nota come l'edificio fosse elevato su tre piani, composto da oltre trenta locali, in cui vi risiedeva il fattore con la sua famiglia ed il sottofattore con alcuni inservienti. Al piano terreno vi erano ampi locali destinati ai servizi: granai, dispense, una carbonaia, un forno, pollai e altro. Al primo piano vi erano ambienti per l'abitazione, delle cucine, lo scrittoio e una parte destinata agli ospiti (ministri, visitatori, sovrani) che di passaggio vi dimoravano. Il secondo piano infine era composto da altre stanze, più tre colombaie e un serbatoio. Di fronte alla fattoria vi erano degli edifici destinati a stalle, rimesse, ed abitazioni; infine sulla piazza antistante la fattoria vi era il "piaggione", un magazzino sotterraneo utilizzato per depositarvi il grano, diviso in ventotto buche più un pozzo per accedervi. Oggi esso è stato ricoperto dall'attuale piazza della Repubblica, sebbene qualcuno ricordi di esservisi addentrato durante l'ultima guerra.
Col passare del tempo il podere subì radicali trasformazioni, tanto che il crescente paese di Collesalvetti lo inglobò gradualmente nel tessuto cittadino; attualmente dell'edificio rimane il corpo più basso, diviso in più unità abitative, con alcuni esercizi commerciali al piano terra; in facciata presenta notevoli differenze, con finestre inquadrate da cornici al primo piano ed oculi ellittici al secondo piano. Esso resta ben visibile nella principale piazza della Repubblica di Collesalvetti, seppur non ben riconoscibile come "villa medicea".